# Édouard de Meeûs d'Argenteuil
Édouard de Meeûs d'Argenteuil, né à Les Waleffes le 14 septembre 1874 et mort à Kerckom-lez-Saint-Trond le 1er mars 1944, est un homme politique belge.

## Biographie
Arrière petit-fils du comte Ferdinand de Meeûs et fils d'Henri installé à Liège.
Le comte Edouard de Meeûs a épousé la baronne Rosine de Moffarts van Brienen (1875-1955), fille du baron Florentin et de Mathilde van Brienen. Ils ont eu quatre enfants.
Il fut décoré : Officier de l'ordre de Léopold et chevalier de l'ordre de la Couronne (Belgique) avec une étoile d'argent.

## Fonctions et mandats
- Bourgmestre de Kerckom-lez-Saint-Trond
- Conseiller provincial du Limbourg
- Membre de la Chambre des représentants de Belgique : 1913
- Administrateur du Crédit Général Liégeois S. A. ,
- Président de la Société Céramique de Maastricht N.V. entre 1923 et 1944,
- avait déjà été Administrateur de la Société Céramique de Maastricht N. V., entre 1919 et 1923,
- Commissaire de l'Union des Papeteries S. A. (pendant de nombreuses années (de 1909 à 1912, 1914, 1916, 1917, 1920, 1924, 1926 à 1928).

## Sources
1. ↑   étoile d'argent réservée aux auteurs d'actes de bienfaisance.

- Paul VAN MOLLE, Het Belgisch Parlement, 1894-1972,, Antwerpen, 1972.
- Oscar COOMANS DE BRACHÈNE, État présent de la noblesse belge, Annuaire 1994, Brussel, 1994.
- Cercle d'Histoire de La Hulpe, Moissons d'Histoire, Chapitre V, La Hulpe, 2001.

- Ressource relative à plusieurs domaines :   - ODIS